# Будинки зі шпилем (Луганськ)
 Будинки зі шпилем — два цегляних житлових будинки-близнюки (вул. Радянська № 64 і 66), які увінчують башти з гострим шпилем і зірками. Побудовані у 1953-1955 роках за проєктом Державного проєктно-конструкторського інституту авіаційної промисловості (Діпроавіапром).
Розташовані у центрі Луганська на площі Героїв Великої Вітчизняної війни, на перехресті вулиць Радянської і Челюскінців.
У народі отримали назву — «Шпильки».

## Історичний огляд

«Західний» будинок зі шпилем. 1956 рік

У 1948 році Рада Міністрів СРСР виділила кошти для розвитку Луганська. Забудова майбутнього центра велась у річищі парадної монументальної архітектури тієї доби.
Одними з перших на вулиці Радянській виросли «будинки зі шпилем», які виконані у стилі сталінського ампіру. Подібні ансамблі спостерігались по всьому Радянському Союзу (сталінські висотки, готель «Україна» у Києві, будинок зі шпилем на площі Конституції у Харкові, будинки зі шпилем на Театральній площі в Маріуполі).
проєктував ансамбль архітектор Юрій Гаммерштейн. Однак, за словами головного архітектора Луганська у 1937-1969 роках Олександра Шеремета, «наріжні секції будинків були погано запроєктовані. Їх переробив архітектор М. З. Волков. Поверховість наріжних секцій була підвищена до п'яти поверхів, і ріг завершується невеликими башточками, вони додали просторово-симетричне рішення забудові площі. Навколо скверу навпроти цих будинків на бульварі побудований невеликий фонтан, так само за проєктом Волкова М. З.»

## Опис
Призначення — житлові будівлі з торговими приміщеннями на першому поверсі. У «західному» будинку (вул. Радянська, 64) з 1954 року розміщувався перший магазин міськпромторгу, тепер Торговий дім «Шпиль», а у «східному» (вул. Радянська, 66) — крамниця одягу великих розмірів «Багатир», згодом магазин аудіотехніки, тепер продуктовий та ясла-садочок.
Між будинками на площі Героїв ВВВ знаходяться фонтан, Могила невідомого солдата, Пілон Слави (1965) і пам'ятник «Журавлі» (2000). 
У 1970-ті — 1980-ті роки «західний» будинок був обладнаний електронними годинниками (своєрідними луганськими «курантами»), які відбивали час позивним сигналом на мелодію революційної пісні «Наш паровоз вперед лети», що нагадувала про революційне минуле Луганська і найголовніше призначення міста як головної бази тепловозобудування СРСР.
20 лютого 1992 року за рішенням виконкому обласної ради народних депутатів будинки отримали статус пам'яток архітектури і містобудування місцевого значення.
2011 року будинки були відремонтовані й прикрашені декоративною ілюмінацією в рамках реалізації проєкту «Затишне місто будуємо разом»..